# Меморіал короля Георга VI та королеви Єлизавети
Меморіал короля Георга VI і королеви Єлизавети (англ. King George VI and Queen Elizabeth Memorial) — пам'ятник з двох частин, що знаходиться на Карлтон-Гарденс в Лондоні, Велика Британія. Першу частину, статую Георга VI роботи скульптора Вільяма Макміллана, було відкрито в 1955 році Єлизаветою II, королевою Великої Британії. У 1970 році її було занесено в список національної спадщини в Англії. Другу частину, статую королеви Єлизавети роботи скульптора Пола Дея, було відкрито в 2009 році також Єлизаветою II.